# Jan Segers
Jan Baptist Segers (Mechelen, 27 juli 1929 – Willebroek, 8 december 2024) was een Belgisch componist, muziekpedagoog, dirigent, klarinettist, saxofonist en redacteur.

## Levensloop
Segers studeerde aan het Koninklijk Vlaams Conservatorium Antwerpen en behaalde eerste prijzen voor solfège en klarinet, aan het Koninklijk Conservatorium Luik, waar hij een eerste prijs harmonieleer behaalde en aan het Koninklijke Muziek-Conservatorium te Brussel waar hij eerste prijzen voor saxofoon, contrapunt en fuga behaalde.
In 1960 werd hij directeur van de stedelijke muziek-academie in Willebroek. In hetzelfde jaar werd hij dirigent van de Koninklijke Fanfare Concordia, Tisselt en bleef in deze functie tot 1980. Met dit amateur-fanfareorkest maakte hij een langspeelplaat opname.
Hij maakt ook carrière in het leger, want van juli 1964 tot oktober 1965 was hij dirigent-kapelmeester van het Eerste Korps. Hij verlaat het leger echter, om vanaf 1964 eerste muziekregisseur bij de BRT-radio te worden. In 1980 wordt hij tot diensthoofd bevorderd. Voor een korte tijd was hij ook dirigent van het BRT-kamerorkest.
Sinds 1969 was hij daarnaast artistiek adviseur bij plaatopnamen van het Belgische ministerie van Nederlandse cultuur, een functie die hij ook bij enkele platenlabels vervult. In 1978 wordt hij benoemd tot docent voor directie voor harmonie- en fanfareorkesten aan het Koninklijke Muziek-Conservatorium te Brussel.
Ook in het amateuristische muziekbeoefening is hij als dirigent en jurylid op nationale en internationale wedstrijden veel gevraagd.
Met zijn composities, meestal opdrachtcomposities, heeft hij vele compositiewedstrijden gewonnen.
Segers overleed op 8 december 2024 op 95-jarige leeftijd.

## Composities

### Werken voor orkest
- 1976 Sonate, voor contrabas en kamerorkest
- 1977 Dragon Flies, voor contrabas en orkest
- Five Drawings, voor vier hoorns, slagwerk en strijkers

### Werken voor harmonie- en fanfareorkest en brassband
- 1962 Cowboy Parade, mars
- 1974 Charanga, mars
- 1974 Suite, voor harmonie- of fanfareorkest of brassband
- 1976 Hoogtijd, naar teksten van Marcel van Maele voor groot koperensemble, koor en spreker, radiophonische stemmen en elektronische instrumenten
- 1977 Canadian Impressions, voor harmonie- of fanfareorkest of brassband
- 1977 Here we Are, mars
- 1977 Mechlin's Tower, voor harmonie- of fanfareorkest of brassband
- 1977 When The Saints, mars
- 1979 Essay, voor hoorn en harmonieorkest
- 1981 Fantasia, voor brassband
- 1986 Games, voor saxofoonkwartet en harmonie- of fanfareorkest of brassband
- Flashes for Band, voor harmonie- of fanfareorkest
- Olivers Music Box, fantasie
- Feestmars
- Inleiding
- Conclusion
- Music for a Solemn Occasion, voor groot koperensemble

### Werken voor kamermuziek
- 1978 Study, voor hoorn en (geprepareerde) geluidsband
- Study, voor hoorn en piano
- Reading, voor slagwerk en piano
- Three pieces for..., voor altsaxofoon, tenorsaxofoon, trompet, trombone, bariton of tuba en piano
  1. Repeating
  2. Dorian
  3. Changing